# Going to Pasalacqua
«Going to Pasalacqua» —en español: «Yendo a Pasalacqua»— es la sexta canción de 39/Smooth, el primer álbum de estudio de la banda de punk Green Day.

## Canción
La canción fue compuesta por Billie Joe Armstrong, el tema habla de como un chico está desesperado por encontrar el amor, o también que lo encontró y se enamoró: «Here we go again, infatuation touches me just when i thought that it would end/Aquí vamos otra vez el enamoramiento llega a mi cuando pensé que se iba a terminar».
Pasalacqua es un funeral casero en California.
Se tocó por primera vez en vivo el día 31 de diciembre de 1988 en Tampa, Florida. Ha sido tocada al menos en 262 ocasiones.
En el box set «7" Vinyl Box Set» lanzado en 2011, se incluye un sencillo especial de esta canción lanzado exclusivamente para el box.

## Lista de canciones
Vinyl Box Set

| Side A |                       |          |  |
| N.º    | Título                | Duración |  |
| 1.     | «Going to Pasalacqua» | 3:31     |  |
| 2.     | «Road to Acceptance»  | 3:35     |  |

| Side B |                    |          |  |
| N.º    | Título             | Duración |  |
| 1.     | «Disappearing Boy» | 2:53     |  |

## Créditos
- Billie Joe Armstrong, guitarra y voz.
- Mike Dirnt, bajo y coros.
- Al Sobrante, batería.

- Datos: Q47496626